# Nephele discifera
Nephele discifera là một loài bướm đêm thuộc họ Sphingidae. Nó được tìm thấy ở các khu vực rừng từ Liberia và Ghana đến Congo và Uganda.
Chiều dài cánh trước là 32–36 mm. Nó rất giống với Nephele comma, nhưng có màu nâu ô liu rất đậm.